# Simon Newcomb
Simon Newcomb (Wallace, Canada, 12 maart 1835 - Washington D.C., 11 juli 1909) was een Canadees-Amerikaans astronoom en wiskundige. Als autodidact maakte hij zich astronomie en wiskunde eigen. In 1858 studeerde hij af aan de Harvard universiteit.
In 1881 viel hem op dat in logaritmetabellen de eerste bladzijden meer gebruikt waren dan de laatste. Daaruit leidde hij de stelling af dat in een lijst van willekeurige getallen het getal 1 meer dan elk ander cijfer op de eerste plaats staat. Later werd dit de wet van Benford genoemd.

## Ionosfeerlicht
Simon Newcomb merkte in 1901 op, dat de onbewolkte nachthemel een zwak licht kan uitstralen. Dit verschijnsel, dat bekend is als het ionosfeerlicht (Engels: Airglow), kan ook waargenomen worden vanuit een ruimteschip dat zich in een baan om de Aarde bevindt. Het verschijnsel is dan enkel zichtbaar aan de nachtkant van de Aarde, als een zwak lichtende boog langsheen de gekromde horizon.